# Premi Lumière 2017
La cerimonia di premiazione della 22ª edizione dei Premi Lumière si è svolta il 30 gennaio 2017.

## Vincitori e candidati
I vincitori sono indicati in grassetto, a seguire gli altri candidati.
Miglior film
- Elle, regia di Paul Verhoeven
  - La Mort de Louis XIV, regia di Albert Serra
  - Les ogres, regia di Léa Fehner
  - Nocturama, regia di Bertrand Bonello
  - Rester vertical, regia di Alain Guiraudie
  - Una vita (Une vie), regia di Stéphane Brizé

Miglior regista
- Paul Verhoeven - Elle
  - Bertrand Bonello - Nocturama
  - Stéphane Brizé - Una vita (Une vie)
  - Léa Fehner - Les ogres
  - Alain Guiraudie - Rester vertical
  - Albert Serra - La Mort de Louis XIV

Migliore sceneggiatura
- Céline Sciamma - La mia vita da Zucchina (Ma vie de Courgette)
  - David Birke - Elle
  - François Ozon - Frantz
  - Emilie Frèche, Marie-Castille e Mention-Schaar - Le ciel attendra
  - Léa Fehner, Catherine Paillé e Brigitte Sy - Les ogres
  - Alain Guiraudie - Rester vertical

Miglior attrice
- Isabelle Huppert - Elle
  - Judith Chemla - Una vita (Une vie)
  - Marion Cotillard - Mal di pietre (Mal de pierres)
  - Sidse Babett Knudsen - 150 milligrammi (La fille de Brest)
  - Soko - Io danzerò (La danseuse)
  - Virginie Efira - Tutti gli uomini di Victoria (Victoria)

Miglior attore
- Jean-Pierre Léaud - La Mort de Louis XIV
  - Gaspard Ulliel - È solo la fine del mondo (Juste la fin du monde)
  - Gérard Depardieu - The End
  - James Thierrée - Mister Chocolat (Chocolat)
  - Nicolas Duvauchelle - Non sono un bastardo (Je ne suis pas un salaud)
  - Omar Sy - Mister Chocolat (Chocolat)
  - Pierre Deladonchamps - Le fils de Jean

Rivelazione femminile
- Déborah Lukumuena e Oulaya Amamra - Divines
  - Lily-Rose Depp - Io danzerò (La danseuse)
  - Manal Issa - Peur de rien
  - Naomi Amarger - Le ciel attendra
  - Noémie Merlant - Le ciel attendra
  - Paula Beer - Frantz
  - Raph - Ma Loute

Rivelazione maschile
- Damien Bonnard - Rester vertical
  - Corentin Fila - Quando hai 17 anni (Quand on a 17 ans)
  - Finnegan Oldfield - Bang Gang (une histoire d'amour moderne)
  - Kacey Mottet Klein - Quando hai 17 anni (Quand on a 17 ans)
  - Niels Schneider - Diamant noir
  - Sadek - Tour de France
  - Toki Pilioko - Mercenaire

Migliore opera prima
- Divines, regia di Houda Benyamina
  - Apnée, regia di Jean-Christophe Meurisse
  - Diamant noir, regia di Arthur Harari
  - Gorge coeur ventre, regia di Maud Alpi
  - Io danzerò (La danseuse), regia di Stéphanie Di Giusto
  - Mercenaire, regia di Sacha Wolff

Miglior film francofono
- Inhebek Hedi, regia di Mohamed Ben Attia
  - Belgica, regia di Felix van Groeningen
  - La ragazza senza nome (La fille inconnue), regia di Jean-Pierre Dardenne e Luc Dardenne
  - Les premiers les derniers, regia di Bouli Lanners
  - Mimosas, regia di Oliver Laxe
  - È solo la fine del mondo (Juste la fin du monde), regia di Xavier Dolan

Premio Lumière onorario
- Thierry Frémaux
- Marion Cotillard